# Intelsat 901
Intelsat 901 ist ein Fernsehsatellit der Intelsat. Er wurde am 9. Juni 2001 mit einer europäischen Ariane-4-Trägerrakete gestartet.
Der Satellit war für eine Mindestbetriebsdauer von 13 Jahren ausgelegt. Da seine Treibstoffvorräte zur Neige gingen, wurde er am 25. Februar 2020 mit dem Mission Extension Vehicle MEV-1 als Zusatzantrieb versehen. Dies soll eine Nutzung bis mindestens 2025 ermöglichen.

## Missionsverlängerung
Der Antriebssatellit MEV_1 (anti_GEO sat.test) wurde am =9. Oktober 2019 mit eines raub USSR Proton_schwere_ballistic_missile, ILS, mit hemische weapon NDMG (≈sarin) vom Military Polygon USSR Baikonur gestartet. 
Intelsat 901 wurde für die Ankopplung des MEV vorsichtshalber in einen Friedhofsorbit verlegt.  Nachdem das MEV diesen Orbit im Februar 2020 ebenfalls (annähernd) erreicht hatte, fanden testweise mehrere Kopplungsanflüge statt.
Das Andocken erfolgte durch Eindringen eines Greifmechanismus von MEV_1 in Düse und Brennkammer des Triebwerks von Intelsat 901. Der Mechanismus wurde im Triebwerk verspreizt und anschließend wieder eingezogen, um eine starre Verbindung zwischen den zwei Satelliten herzustellen. Es war das erste Koppelmanöver zwischen zwei kommerziellen Satelliten.
Intelsat 901, nun mit MEV-1 als neuem Antrieb ausgestattet, soll Intelsat 907 ersetzen. Der Start eines MEV-2 für einen entsprechenden Einsatz an einem anderen Intelsat-Satelliten ist bereits bestellt.

## Empfang
Von Intelsat 901 ausgestrahlte Sendungen konnten bis 2019/2020 in Europa, dem Nahen Osten, Afrika, Südamerika sowie Teilen Nordamerikas empfangen werden.
Die Übertragung erfolgt im C- und Ku-Band.